# Rybářská brána (Bratislava)

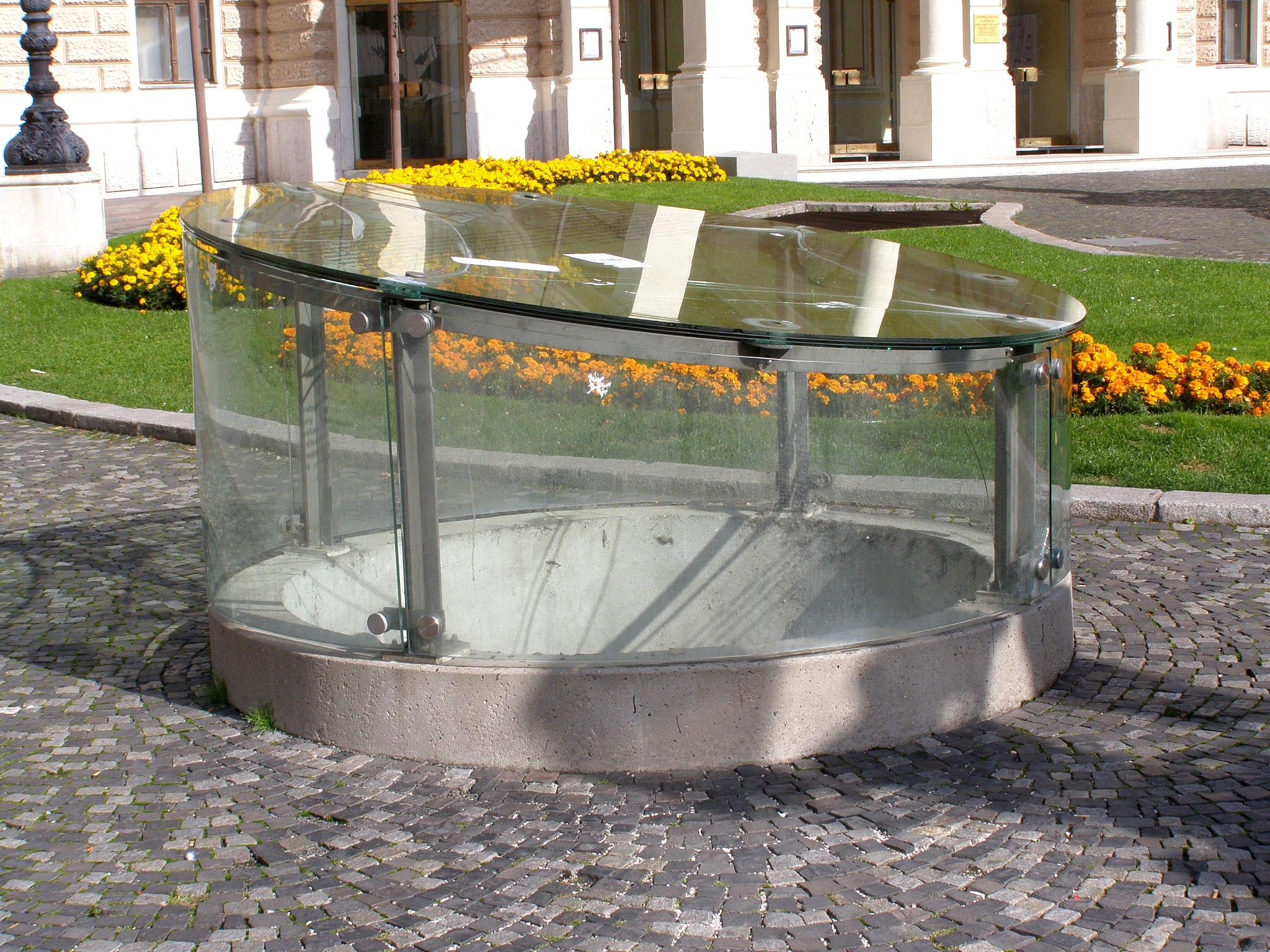
Průhled do podzemí se zakonzervovánými nálezy zdiva předbrání Rybářské brány

Rybárska brána byla jednou ze čtyř bratislavských obranných bran. Byla to nejmladší a nejmenší brána, postavená pravděpodobně v polovině 14. století, a sloužila hlavně pro obyvatele města, spojovala město s předměstím, kde žili řemeslníci, rybáři, řezníci apod. 
V roce 1529 v době tureckých nájezdů byla zazděna. Zůstal pouze malý průchod, který sloužil jako brána pro pěší. Brána měla být obnovena v roce 1717, přičemž se měla přejmenovat na Bělehradskou, ale nakonec jí zůstal název Rybářská. Celý průchod byl obnoven v letech 1754–1756 během vlády Marie Terezie a brána byla přejmenována na Tereziánskou. V roce 1776 byla na příkaz panovnice zbořena. Zbytky zdiva brány objevené v roce 1990 lze vidět přes sklo u historické budovy Slovenského národního divadla.